# Emma Muscat
Emma Louise Marie Muscat (művésznevén: Emma Muscat) (San Ġiljan, 1999. november 27. – ) máltai énekesnő és modell. Ő képviseli Máltát a 2022-es Eurovíziós Dalfesztiválon Torinóban az I Am What I Am című dalával.

## Pályafutása
2016-ban jelent meg első kislemeze, az Alone, majd 2017-ben Without You címmel. 
2018-ban részt vett az olasz Amici di Maria De Filippi tehetségkutató műsor tizenhetedik évadában, ahol az elődöntőben kiesett. Az énekesek kategóriában negyedik helyen végzett és szerződést kötött a Warner Music Italy-val. Az itt szerzett tapasztalatait követően részt vett a 2018-as Isle of MTV fesztiválon Jason Derulóval, Hailee Steinfelddel és Sigalával, majd a következő évben ismét részt vett Martin Garrixszel, Bebe Rexhával és Ava Maxszel.
2021. december 30-án vált hivatalossá, hogy az énekesnő Out of Sight című dala is bekerült a Malta Eurovision Song Contest elnevezésű máltai eurovíziós nemzeti válogató 2022-es mezőnyébe. A dal hivatalosan 2022. január 17-én jelent meg. A dalt először február 17-én a műsor elődöntőjében adta elő. Az elődöntőből sikeresen továbbjutott a február 19-i döntőbe, ahol az énekesnő alábbi dalát választotta ki a szakmai zsűri és a nézők, amellyel képviseli Máltát az elkövetkezendő Eurovíziós Dalfesztiválon. Március 14-én bejelentették, hogy az előzőleg kiválasztott dal helyett egy új dallal, az I Am What I Am-mel fog versenyezni a dalfesztiválon.

## Diszkográfia

### Nagylemezek
- Moments (2018)

### Kislemezek
- I Need Somebody (2018)
- Vicolo Cieco (2019)
- Meglio di sera (2021)
- Più di te (2021)
- Out of Sight (2022)
- I Am What I Am (2022)

### Közreműködések
- Figurati noi (Shade, 2018)
- Avec Moi (Biondo, 2019)
- Sangria (Astol, 2020)
- Meglio di sera (Álvaro de Luna & Astol, 2021)
- Ciao (Twin Melody, 2022)